# Brey
Brey település Németországban, Rajna-vidék-Pfalz tartományban. Lakosainak száma 1497 fő (2023. december 31.). Brey Boppard és Spay községekkel határos.

## Népesség
A település népességének változása:
| Lakosok száma | 1168 | 1495 | 1485 | 1415 | 1494 | 1497 |
|               | 1975 | 2017 | 2019 | 2021 | 2022 | 2023 |